# Nasledovite
La nasledovite è un minerale.